# Glossamia sandei
Glossamia sandei är en fiskart som först beskrevs av Weber, 1907.  Glossamia sandei ingår i släktet Glossamia och familjen Apogonidae. Inga underarter finns listade i Catalogue of Life.